# Villa Sandino
Villa Sandino é um município da Nicarágua, situado no departamento de Chontales. Tem 775 km² de área e sua população em 2020 foi estimada em 15.430 habitantes.